# سيلفستر ميتي
سيلفستر ميتي (بالإنجليزية: Sylvester Mittee)‏ (مواليد 29 أكتوبر 1956) هو ملاكم بريطاني، مثّل بلاده في الألعاب الأولمبية الصيفية 1976.

## روابط خارجية
سيلفستر ميتي على موقع بوكس ريك (الإنجليزية) (registration required)
- سيلفستر ميتي على موقع أوليمبيديا (الإنجليزية)